# 齋藤潤
齋藤潤（日语：／ Saitō Jun，2007年6月11日—），日本男演員，出身於神奈川縣，隸屬於Theatre Academy旗下。

## 經歷
由於看到山崎賢人的作品，開始憧憬演戲。與母親討論後，參加第五屆模特兒大賽，獲得優勝出道。

## 戲劇演出

### 電視劇
- 父女七日變（2022年7月26日 - 9月13日、TBS）- 藤堂佑樹
- 騎上獨角獸 第6話（2022年8月9日、TBS）- 栗木四郎
- 警視廳強行犯係・樋口顯 第6話（2022年8月19日、東京電視台）- 御子柴隆司（中學時代)
- 生理大叔和他的女兒（2023年3月24日、NHK) - 光橋嵐
- 絕對不可能～偵探·上水流涼子的解析～ 第1話（2023年4月17日、關西電視台・富士電視台) - 神崎克哉
- 我的家族 第5話・第6話 （2023年5月3日・10日、TOKYO MX1） - 兄（王子）
- 一兆＄遊戲 第1話（2023年7月14日、TBS） - 天王寺陽（中學時代）
- 貓男友（2023年10月8日 - 12月24日、BS東視） - 遠野凪沙
- 假想禮儀（2023年12月3日 - 2024年2月11日、NHK BS・NHK BS Premium 4K） - 竹内由宇太
- 愛心守護24小時（2024年1月13日 - 3月9日、朝日電視台） - 北澤辰之助（少年時代）
- 院內警察 第6話・第7話・第9話（2024年2月16日、富士電視台）- 榊原俊介（高中時代）
- 9Border 第4話 - 最終話（2024年5月10日 - 6月21日、TBS）- 品川九吾
- 花牌情緣－巡－（2025年7月9日 - 、日本電視台）- 白野風希

### 電影
- Phantom Pain（2022年3月25日）- 葉加壽雄
- 正欲(別名：（非）一般欲望)（2023年11月10日）- 佐佐木佳道（中學時代）
- 去唱卡拉OK吧！（2024年1月12日）- 岡聰實[2]
- 巡演轉學生（2024年2月23日）- 小川建
- 擅長捉弄人的高木同學（2024年5月31日）- 町田涼[3]
- 大搜查線 外傳系列（THE ODORU LEGEND CONTINUES） - 森貴仁
  - 《室井慎次 不敗之人》（2024年10月11日）
  - 《室井慎次 活下來的人》（2024年11月15日）
- 366日(2025年1月10日) - 金城琥太郎
- 草莓月亮：餘命半年的約定（2025年10月17日) - 佐藤日向

### 動畫電影
- 迷宮的栞（2026年1月）- 山田[4]

## 獎項
- 2024年第16回TAMA電影獎 最優秀新進男演員獎（去唱卡拉OK吧！、巡演轉學生、擅長捉弄人的高木同學電影版）
- 2024年第46回橫濱電影節 最優秀新人獎（去唱卡拉OK吧！、巡演轉學生、擅長捉弄人的高木同學電影版）
- 2024年第37回日刊體育電影大獎石原裕次郎新人獎（去唱卡拉OK吧！、巡演轉學生、室井慎次 敗れざる者、室井慎次 生き続ける者）
- 2025年第48屆日本電影學院獎新人演員獎 （去唱卡拉OK吧！）
- 2025年第37屆日本電影影評人大獎 新人男演員賞（南俊子賞）（去唱卡拉OK吧！）

## 外部連結
- 齋藤 潤｜Theatre Academy （页面存档备份，存于）（日語）
- 齋藤潤的Instagram帳戶
- 齋藤潤的X（前Twitter）